# Exochus stramineipes
Exochus stramineipes är en stekelart som beskrevs av Cameron 1886. Exochus stramineipes ingår i släktet Exochus och familjen brokparasitsteklar. Inga underarter finns listade i Catalogue of Life.